# Catalogue of Vermont Plants
Catalogue of Vermont Plants (abreviado Cat. Vermont Pl.) es un libro con ilustraciones y descripciones botánicas que fue escrito por el botánico estadounidense William Oakes y publicado en el año 1842 con el nombre de Catalogue of Vermont Plants...as published in Thompson's History of Vermont.